# Glochidion hivaoaense
Glochidion hivaoaense är en emblikaväxtart som beskrevs av Jacques Florence. Glochidion hivaoaense ingår i släktet Glochidion och familjen emblikaväxter. Inga underarter finns listade i Catalogue of Life.